# Ron Strykert

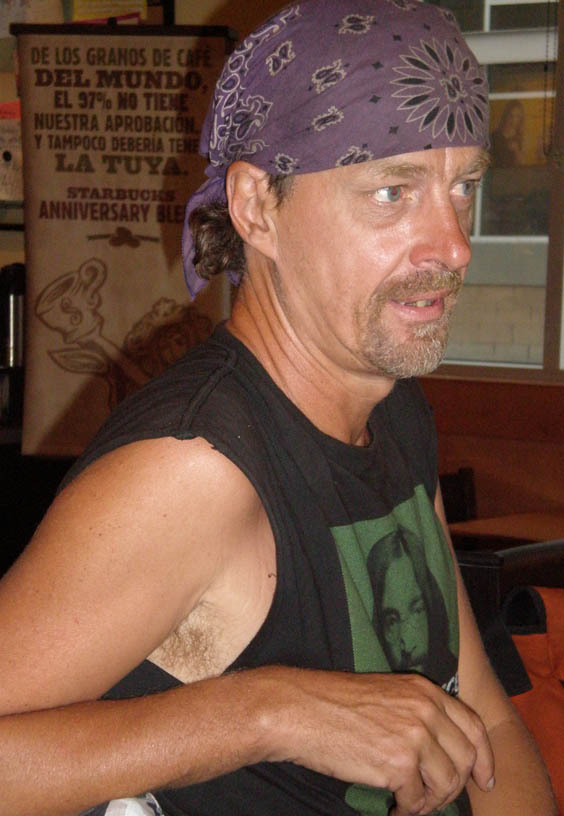
Ron Strykert

Ronald Graham Strykert (17 de agosto de 1954, na Austrália) é um guitarrista e compositor australiano.
Foi co-fundador da banda australiana Men at Work no início dos anos 80, ao lado do vocalista e também guitarrista Colin Hay, com quem também é parceiro de composição de um dos principais hits da banda, "Down Under".
Saiu da banda durante a gravação do terceiro álbum, "Two Hearts", no final de 1984. Dentre suas participações como compositor na banda é possível destacar a música "I Like To", cantada por Greg Ham. Strykert também compôs e cantou "Settle Down My Boy", lançada no álbum Cargo (1983).
Depois de sua saída do Men at Work o nome de Ron Strykert apareceu algumas vezes em notícias policiais, quando o guitarrista deixou de pagar pensão à sua esposa.
Ron Strykert foi supostamente convidado por Colin Hay e Greg Ham para retornar junto deles, e outros músicos, como Men at Work em 1996, mas ele teria negado.
Em 2003, Strykert lançou seu primeiro álbum desde a saída do Men at Work, "Paradise", com músicas voltadas mais para o lado espiritual.
Strykert desmente todas as notícias em relação ao seu passado problemático em seu site no MySpace. E alega que não aceitaria retornar a tocar com o Men at Work devido a problemas financeiros e royalties envolvendo Colin Hay e a gravadora Sony/CBS.